# Verallgemeinerte Binomialverteilung
Die Verallgemeinerte Binomialverteilung (gelegentlich auch Poissonsche Verallgemeinerung der Binomialverteilung, oder Poisson-Binomialverteilung genannt) ist eine Wahrscheinlichkeitsverteilung und somit dem mathematischen Teilgebiet der Stochastik zuzuordnen. Bei ihr handelt es sich um eine univariate diskrete Wahrscheinlichkeitsverteilung.
Sie ist definiert als die Summe von unabhängigen, nicht notwendigerweise identisch verteilten Zufallsvariablen, welche einer Bernoulli-Verteilung unterliegen.
Die Verallgemeinerte Binomialverteilung beschreibt also die Erfolge einer Serie von unabhängigen Versuchen, welche jeweils genau zwei Ergebnisse annehmen kann. Der Unterschied zur Binomialverteilung besteht darin, dass jedem Versuch eine andere Erfolgswahrscheinlichkeit zugeordnet werden kann.
Es ist auch möglich die Verallgemeinerte Binomialverteilung als Summe von unabhängigen, nicht identischen, binomialverteilten Zufallsvariablen festzulegen, wobei die Bernoulli Zufallsgrößen mit identischen Erfolgswahrscheinlichkeiten zu binomialverteilten Zufallsvariablen zusammengefasst werden.

## Definition der Verallgemeinerten Binomialverteilung
Eine diskrete Zufallsvariable {\displaystyle X} folgt einer Verallgemeinerten Binomialverteilung mit Parametervektor {\displaystyle p}, wenn sie die folgende Wahrscheinlichkeitsfunktion besitzt
{\displaystyle \rho _{X}(k)=\sum \limits _{A\in B_{k}}\prod \limits _{i\in A}p_{i}\prod \limits _{j\in A^{c}}(1-p_{j})},
wobei {\displaystyle p=(p_{1},\dots ,p_{n})} den Vektor der Erfolgswahrscheinlichkeiten pro Versuch und {\displaystyle k} die Gesamtanzahl der Erfolge bei {\displaystyle n} Versuchen bezeichnet.
Schreibweise:  {\displaystyle X\sim GB(p)}
{\displaystyle B_{k}} ist die Menge aller {\displaystyle k}-elementigen Teilmengen, die aus dem Träger {\displaystyle \{1,2,\dots ,n\}} gebildet werden können. {\displaystyle A^{c}} ist das Komplement von {\displaystyle A}, das heißt {\displaystyle A^{c}=\{1,2,\dots ,n\}\backslash A}.
Die zugehörige Verteilungsfunktion lautet
{\displaystyle F_{X}(k)=P(X\leq k)=\sum \limits _{l=0}^{k}\sum \limits _{A\in B_{l}}\prod \limits _{i\in A}p_{i}\prod \limits _{j\in A^{c}}{(1-p_{j})}}

### Alternative Parametrisierung
Die Verallgemeinerte Binomialverteilung kann ebenso als Summe von binomialverteilten Zufallsgrößen definiert werden, indem die Bernoulli Zufallsvariablen mit gleichen Erfolgswahrscheinlichkeiten zu binomialverteilten Zufallsgrößen zusammengefasst werden.
{\displaystyle GB(k|p)=GB(k|pr,nr)},
wobei der Parametervektor {\displaystyle pr=(pr_{1},\dots ,pr_{r})} die Erfolgswahrscheinlichkeiten von {\displaystyle r} binomialverteilten Zufallsvariablen enthält und der Parametervektor {\displaystyle nr=(nr_{1},\dots ,nr_{r})} die jeweils zugehörige Anzahl an Versuchen.
Es gilt somit {\displaystyle p=(p_{1},\dots ,p_{n})=(pr_{1}\cdot 1_{nr_{1}}^{T},\dots ,pr_{r}\cdot 1_{nr_{r}}^{T})}. Hierbei ist {\displaystyle 1_{nr_{i}}^{T}} der Einsvektor der Länge {\displaystyle nr_{i}}, bestehend aus lauter Einsen.

## Eigenschaften der Verallgemeinerten Binomialverteilung
{\displaystyle X} sei im Folgenden eine Zufallsvariable, die einer Verallgemeinerten Binomialverteilung folgt {\displaystyle X\sim GB(p)}.

### Erwartungswert
Die Verallgemeinerte Binomialverteilung besitzt den Erwartungswert
{\displaystyle E(X)=\sum \limits _{i=1}^{n}p_{i}}

### Varianz
Die Verallgemeinerte Binomialverteilung besitzt die Varianz
{\displaystyle Var(X)=\sum \limits _{i=1}^{n}(1-{p_{i}}){p_{i}}}

### Schiefe
Die Verallgemeinerte Binomialverteilung besitzt die Schiefe
{\displaystyle v(X)={\frac {\sum \limits _{i=1}^{n}{\left(1-2{p_{i}}\right)\left(1-{{p}_{i}}\right){{p}_{i}}}}{(\sum \limits _{i=1}^{n}\left(1-{p_{i}}){p_{i}}\right)^{\frac {3}{2}}}}}

### Wölbung und Exzess
Die Verallgemeinerte Binomialverteilung besitzt die Wölbung
{\displaystyle \beta _{2}=3+{\frac {\sum \limits _{i=1}^{n}{\left(1-6(1-p_{i}){p_{i}}\right)\left(1-p_{i}\right)p_{i}}}{(\sum \limits _{i=1}^{n}\left(1-{p_{i}}){p_{i}}\right)^{2}}}}
und damit den Exzess
{\displaystyle \gamma =\beta _{2}-3={\frac {\sum \limits _{i=1}^{n}{\left(1-6(1-p_{i}){p_{i}}\right)\left(1-p_{i}\right)p_{i}}}{(\sum \limits _{i=1}^{n}\left(1-{p_{i}}){p_{i}}\right)^{2}}}}

### Kumulanten
Die kumulantenerzeugende Funktion ist
{\displaystyle g_{X}(t)=\sum _{i=1}^{n}\ln(1-p_{i}+p_{i}e^{t})}.
Daher ist die k-te Kumulante genau die Summe der k-ten Kumulanten der n Bernoulli-verteilten Zufallsvariablen, aus denen die Verallgemeinerte Binomialverteilung zusammengesetzt ist:
{\displaystyle \tau _{k}=\tau _{k}^{1}+\dots +\tau _{k}^{n}}
Für diese Kumulanten gilt dann auch die Rekursionsgleichung der Kumulanten der Bernoulli-Verteilung.

### Wahrscheinlichkeitserzeugende Funktion
Die wahrscheinlichkeitserzeugende Funktion der verallgemeinerten Binomialverteilung lautet
{\displaystyle m_{X}(t)=\prod \limits _{j=1}^{n}(1-{p_{j}}+{p_{j}}{t})}

### Charakteristische Funktion
Die charakteristische Funktion der Verallgemeinerten Binomialverteilung lautet:
{\displaystyle \varphi _{X}(t)=\prod \limits _{j=1}^{n}(1-{p_{j}}+{p_{j}}{e^{it}})}

### Momenterzeugende Funktion
Die momenterzeugende Funktion der Verallgemeinerten Binomialverteilung lautet:
{\displaystyle M_{X}(t)=\prod \limits _{j=1}^{n}(1-{p_{j}}+{p_{j}}{e^{t}})}

### Summe von verallgemeinert binomialverteilten Zufallsvariablen
Ist {\displaystyle X\sim GB_{n}(p_{1},\dots p_{n})} und {\displaystyle Y\sim GB_{m}(p_{1},\dots p_{m})} zwei unabhängige verallgemeinert binomialverteilte Zufallsvariablen, dann ist auch {\displaystyle X+Y} verallgemeinert binomialverteilt: {\displaystyle X+Y\sim GB_{n+m}(p_{1},\dots p_{n+m})}. Demnach ist die verallgemeinerte Binomialverteilung reproduktiv.

## Beziehung zu anderen Verteilungen

### Beziehung zur Binomialverteilung
Die Summe von voneinander unabhängigen binomialverteilten Zufallsvariablen {\displaystyle X_{i}\sim B(n_{i},p_{i})}  ist verallgemeinert binomialverteilt.
Wenn alle Erfolgswahrscheinlichkeiten gleich sind, das heißt {\displaystyle p_{i}=p_{j}\;\forall i,j=1\dots ,n}, dann ergibt sich aus der Verallgemeinerten Binomialverteilung die Binomialverteilung.
Tatsächlich ist die Binomialverteilung für festen Erwartungswert und feste Ordnung diejenige verallgemeinerte Binomialverteilung mit maximaler Entropie.
Das bedeutet, unter der Bedingung, dass der Parametervektor {\displaystyle p} von {\displaystyle X\sim GB(p)} die Länge {\displaystyle n} hat, maximiert {\displaystyle p=(E(X)/n,\dots ,E(X)/n)} die Entropie {\displaystyle \mathrm {H} (X)}.

### Beziehung zur Bernoulli-Verteilung
Die Summe von {\displaystyle n} voneinander unabhängigen Bernoulli-verteilten Zufallsvariablen {\displaystyle X_{i}}, die alle einen unterschiedlichen Parameter {\displaystyle p_{i}} besitzen, ist verallgemeinert binomialverteilt.

### Approximation durch die Poisson-Verteilung
Für eine sehr große Anzahl an Versuchen {\displaystyle n} und sehr kleine, aber unterschiedliche Erfolgswahrscheinlichkeiten {\displaystyle p_{1},\dots ,p_{n}} kann die Wahrscheinlichkeitsfunktion der Verallgemeinerten Binomialverteilung durch die Poisson-Verteilung approximiert werden.
{\displaystyle \rho _{X}(k)\approx {\frac {\lambda ^{k}}{k!}}\cdot \mathrm {e} ^{-\lambda }}
Der Parameter {\displaystyle \lambda } ist gleich dem Erwartungswert der Verallgemeinerten Binomialverteilung.

### Approximation durch die Normalverteilung
Die Verteilungsfunktion der Verallgemeinerten Binomialverteilung kann für eine sehr große Anzahl an Versuchen {\displaystyle n} durch die Normalverteilung approximiert werden.
{\displaystyle F_{X}(k)\approx \Phi \left({\frac {k+0{,}5-\mu }{\sigma }}\right),\ k=0,\dots ,n}
Der Parameter {\displaystyle \mu } entspricht dem Erwartungswert und {\displaystyle \sigma } der Standardabweichung der Verallgemeinerten Binomialverteilung.
{\displaystyle \Phi (\cdot )} ist die Verteilungsfunktion der Standardnormalverteilung.

## Beispiele

### Radarkontrolle
Ein Arbeitnehmer muss an jedem Arbeitstag über die Autobahn und durch das Ortsgebiet zur Arbeit fahren. Die Wahrscheinlichkeiten in eine Radarkontrolle zu geraten sind {\displaystyle 0{,}5\,\%} auf der Autobahn und {\displaystyle 1\,\%} im Ortsgebiet.
Wie hoch sind die Wahrscheinlichkeiten an einem Arbeitstag in {\displaystyle 0,1,2} Kontrollen zu geraten?
Die zufällige Anzahl von Radarkontrollen {\displaystyle R} kann als Summe von zwei Bernoulli-verteilten Zufallsvariablen {\displaystyle R_{1}} für die Autobahn und {\displaystyle R_{2}} für das Ortsgebiet modelliert werden: {\displaystyle R=R_{1}+R_{2}}, mit
{\displaystyle R_{1}={\begin{cases}1,&{\text{Kontrolle mit Wahrscheinlichkeit }}0{,}005\\0,&{\text{keine Kontrolle mit Wahrscheinlichkeit }}0{,}995\end{cases}}}
{\displaystyle R_{2}={\begin{cases}1,&{\text{Kontrolle mit Wahrscheinlichkeit }}0{,}01\\0,&{\text{keine Kontrolle mit Wahrscheinlichkeit }}0{,}99\end{cases}}}
Da {\displaystyle R_{1}} und {\displaystyle R_{2}} unterschiedliche Erfolgswahrscheinlichkeiten besitzen, kann man dieses Beispiel nicht mit Hilfe der Binomialverteilung lösen.
{\displaystyle R} folgt einer Verallgemeinerten Binomialverteilung mit Parametervektor {\displaystyle p=(0{,}005,0{,}01)}.
Die gesuchten Wahrscheinlichkeiten können folgendermaßen berechnet werden:
- {\displaystyle 0} Kontrollen: {\displaystyle P(R=0)}

{\displaystyle P(R=0)=P(R_{1}=0)\cdot P(R_{2}=0)=0{,}995\cdot 0{,}99=0{,}98505=98{,}505\,\%}
- {\displaystyle 1} Kontrolle: {\displaystyle P(R=1)}

{\displaystyle P(R=1)=P(R_{1}=1)\cdot P(R_{2}=0)+P(R_{1}=0)\cdot P(R_{2}=1)=0{,}005\cdot 0{,}99+0{,}995\cdot 0{,}01=0{,}0149=1{,}49\,\%}
- {\displaystyle 2} Kontrollen: {\displaystyle P(R=2)}

{\displaystyle P(R=2)=P(R_{1}=1)\cdot P(R_{2}=1)=0{,}005\cdot 0{,}01=0{,}00005=0{,}005\,\%}

### Herstellungsprozess
In einer Fabrik werden Geräte produziert und anschließend einer Qualitätskontrolle unterzogen. Es können {\displaystyle 3} verschiedene Fehlertypen auftreten. Die Wahrscheinlichkeiten, dass ein spezieller Fehlertyp auftritt sind {\displaystyle 4\,\%} für den Fehler vom Typ {\displaystyle 1} und jeweils {\displaystyle 7\,\%} für die Fehlertypen {\displaystyle 2} und {\displaystyle 3}.
Wie hoch sind die Wahrscheinlichkeiten dafür, dass ein Gerät mit {\displaystyle 0,1,2,3} Fehlern produziert wird?
Die zufällige Anzahl von Fehlern {\displaystyle F} kann als Summe von drei Bernoulli-verteilten Zufallsvariablen {\displaystyle F_{1}}, {\displaystyle F_{2}} und {\displaystyle F_{3}} geschrieben werden: {\displaystyle F=F_{1}+F_{2}+F_{3}}, mit
{\displaystyle F_{1}={\begin{cases}1,&{\text{Fehler mit Wahrscheinlichkeit }}0{,}04\\0,&{\text{kein Fehler mit Wahrscheinlichkeit }}0{,}96\end{cases}}}
{\displaystyle F_{2}=F_{3}={\begin{cases}1,&{\text{Fehler mit Wahrscheinlichkeit }}0{,}07\\0,&{\text{kein Fehler mit Wahrscheinlichkeit }}0{,}93\end{cases}}}
{\displaystyle F} besitzt eine Verallgemeinerten Binomialverteilung mit Parametervektor {\displaystyle p=(0{,}04,0{,}07,0{,}07)}.
Alternativ kann die Parametrisierung {\displaystyle pr=(0{,}04,0{,}07),\ nr=(1,2)} gewählt werden, indem die identischen Bernoulli Zufallsvariablen zu einer binomialverteilten Zufallsvariable zusammengefasst werden.
Die gesuchten Wahrscheinlichkeiten können folgendermaßen berechnet werden:
- {\displaystyle 0} Fehler: {\displaystyle P(F=0)}

{\displaystyle P(F=0)=P(F_{1}=0)\cdot P(F_{2}=0)\cdot P(F_{3}=0)=0{,}96\cdot 0{,}93\cdot 0{,}93=0{,}830304=83{,}0304\,\%}
- {\displaystyle 1} Fehler: {\displaystyle P(F=1)}

{\displaystyle {\begin{aligned}P(F=1)&=P(F_{1}=1)\cdot P(F_{2}=0)\cdot P(F_{3}=0)+P(F_{1}=0)\cdot P(F_{2}=1)\cdot P(F_{3}=0)+P(F_{1}=0)\cdot P(F_{2}=0)\cdot P(F_{3}=1)\\&=0{,}04\cdot 0{,}93\cdot 0{,}93+0{,}96\cdot 0{,}07\cdot 0{,}93+0{,}96\cdot 0{,}93\cdot 0{,}07=0{,}159588=15{,}9588\,\%\end{aligned}}}
- {\displaystyle 2} Fehler: {\displaystyle P(F=2)}

{\displaystyle {\begin{aligned}P(F=2)&=P(F_{1}=1)\cdot P(F_{2}=1)\cdot P(F_{3}=0)+P(F_{1}=0)\cdot P(F_{2}=1)\cdot P(F_{3}=1)+P(F_{1}=1)\cdot P(F_{2}=0)\cdot P(F_{3}=1)\\&=0{,}04\cdot 0{,}07\cdot 0{,}93+0{,}96\cdot 0{,}07\cdot 0{,}07+0{,}04\cdot 0{,}93\cdot 0{,}07=0{,}009912=0{,}9912\,\%\end{aligned}}}
- {\displaystyle 3} Fehler: {\displaystyle P(F=3)}

{\displaystyle P(F=3)=P(F_{1}=1)\cdot P(F_{2}=1)\cdot P(F_{3}=1)=0{,}04\cdot 0{,}07\cdot 0{,}07=0{,}000196=0{,}0196\,\%}

## Anwendung & Berechnung
Die Verallgemeinerte Binomialverteilung kommt in vielen Bereichen zum Einsatz; z. B. Umfragen, Herstellungsprozesse, Qualitätssicherung. Oft wird allerdings eine Approximation benutzt, da die exakte Berechnung sehr aufwändig ist. Ohne entsprechende Software sind selbst einfache Modelle mit wenigen Bernoulli Zufallsvariablen kaum zu berechnen.

## Zufallszahlen
Zur Erzeugung von Zufallszahlen kann die Inversionsmethode verwendet werden. Alternativ kann man auch {\displaystyle n} Bernoulli-verteilte Zufallszahlen zu den Parametern {\displaystyle p_{i}} erzeugen und diese Aufsummieren. Das Ergebnis ist dann verallgemeinert binomialverteilt.